# James Williamson (1er baron Ashton)
Pour les articles homonymes, voir James Williamson et Williamson.
James Williamson (31 décembre 1842 - 27 mai 1930) est un homme d'affaires britannique, philanthrope et homme politique du Parti libéral. L'entreprise familiale de Lancastre produit des toiles cirées et du linoléum, qui sont exportés dans le monde entier. Après avoir été député de Lancastre, il est élevé à la pairie en tant que baron Ashton en 1895. Cependant, des accusations non prouvées selon lesquelles il a acheté son titre l'ont hanté et ont conduit à son retrait de la vie publique  .

## Jeunesse
Williamson est né le troisième des quatre enfants survivants de l'échevin James Williamson et d'Eleanor Miller de Parkfield, Lancashire. Son père, qui est maire de Lancastre, a créé une entreprise prospère de tissus enduits dans la ville dans les années 1840. James fait ses études à la Lancaster Royal Grammar School et travaille toute sa vie dans l'entreprise familiale ,.

## Contributions à Lancastre

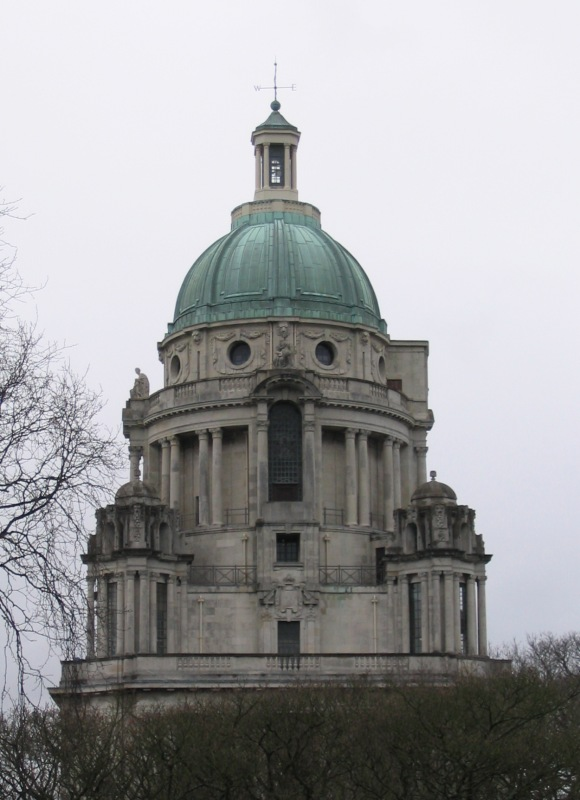
L' Ashton Memorial, que Lord Ashton a construit après la mort de sa seconde épouse.

La famille Williamson est extrêmement riche et généreuse. Avec son père, Williamson créé le parc Williamson de la ville, sur le site d'anciennes carrières de pierre sur la lande de Lancastre, et construit d'autres jardins dans toute la ville. Après la mort de sa seconde épouse, Jessie, qui l'a soutenu dans sa vie politique, il construit le Ashton Memorial sur une colline du parc en 1909. Le Mémorial, un édifice baroque édouardien, est maintenant utilisé pour des expositions et pour des mariages. Il fait également don de l'hôtel de ville de la ville et d'un monument à la reine Victoria sur la place Dalton de la ville .
Williamson achète Ashton Hall (en) en 1884, sert comme haut shérif du Lancashire pour 1885. Williamson est particulièrement connu pour sa générosité envers les enfants. Après être devenu haut shérif en 1885, il sert un petit-déjeuner à 10 000 personnes de la population locale .
La philanthropie de Williamson à Lancastre au fil des ans, à travers de nombreux dons, abonnements et bâtiments, s'est élevée à plus de 500 000 £ .

## Carrière politique et pairie
Lors des élections générales de 1886, Williamson est élu à la Chambre des communes en tant que député de Lancastre et occupe son siège lors des élections de 1892.
Williamson est un fervent partisan du Premier ministre William Ewart Gladstone, le chef du Parti libéral, et Gladstone tient également Williamson en haute estime pour son instinct commercial. Williamson est un partisan du projet de loi de 1893 sur le gouvernement irlandais de Gladstone et donne généreusement aux causes irlandaises. Gladstone prévoit de recommander Williamson pour une pairie mais démissionne en 1894, sans aucun honneur sortant. L'année suivante, cependant, Williamson est élevé à la pairie en tant que baron Ashton, d'Ashton dans le comté palatin de Lancastre, lors des honneurs de démission du Premier ministre de Lord Rosebery .
La pairie de Williamson est l'une des deux sur la liste des honneurs de Lord Rosebery qui suscite de vives critiques, notamment de la part du duc de Devonshire, chef du parti unioniste libéral, qui insinue que Williamson a acheté son titre . Lord Rosebery explique que la création des deux pairies est un "point d'honneur" comme cela a été promis par Gladstone, et ajoute que l'idée qu'elles aient été vendues est "un mensonge infâme". Williamson, maintenant Lord Ashton, s'exclame qu'il n'a pas "payé un sou" pour son titre. Néanmoins, les accusations selon lesquelles Ashton a acheté son titre se poursuivent et il fait l'objet de fréquentes critiques et dérision à Lancastre, ce qui conduit à son retrait de la vie publique .
Avant les élections générales de janvier 1910, Lord Ashton envoie une lettre aux électeurs de la circonscription de Lancastre promettant qu'il n'y a aucun lien entre sa politique et la philanthropie, mais que si les accusations continuent contre lui, il retirerait son soutien à Lancastre. Il donne suite à sa menace l'année suivante, après des incidents insultants liés aux élections municipales de 1911, et il arrête tous ses dons caritatifs importants dans la ville .
Le retrait de Lord Ashton en tant que bienfaiteur provoque une consternation considérable parmi les diverses causes qu'il a soutenues à Lancastre. En réponse, le conseil municipal de Lancastre adopte une résolution "lui exprimant sa gratitude pour ses bienfaits pour la ville et sa détestation des attaques dont il avait été l'objet". Lord Ashton reste cependant indifférent et transfère ses efforts philanthropiques ailleurs, en particulier dans l'East End de Londres. Pendant la Première Guerre mondiale, il soutient l'emprunt de guerre, avec 3 000 000 £. Il continue également à soutenir le Parti libéral .
En 1920, Lord Ashton est nommé connétable du château de Lancastre à vie . Il est également sous-lieutenant du Lancashire  et est élu président du Lancashire County Cricket Club en 1927 .
Au cours des années suivantes, il devient un reclus social virtuel, tout en continuant à gérer ses intérêts commerciaux. Il partage son temps entre Ashton Park et Ryelands House, son autre maison à Lancaster. Ryelands est rempli de piles de journaux et de magazines qui auraient atteint le plafond.
À Londres, il refuse de rester dans sa maison de ville, Alford House, et s'installe dans un hôtel. Il ne va pas à des événements sociaux et refuse de voir quiconque n'a pas pris rendez-vous pour le voir. Il refuse même de rencontrer un journaliste d'Amérique du Sud qui s'est déplacé pour l'interviewer mais qui, par erreur, n'a pas pris rendez-vous à l'avance .

## Mariage et descendance
Il se marie trois fois, d'abord avec Margaret Gatey en 1869, avec qui il a deux filles : 
- Eleanor "Ella" Williamson (6 juin 1871 - 9 novembre 1949), épouse William Peel (1er comte Peel) en 1899.
- Maud Williamson (11 janvier 1876 - 11 mai 1906), décédée célibataire.

Sa première femme meurt en 1877. Il se remarie en 1880 avec la veuve Jessy Henrietta Hulme (née Stewart), qui meurt en 1904. En 1909, il épouse en troisièmes noces Florence Whalley (née Daniel), veuve du colonel Joseph Lawson Whalley, qui lui survit ,.
Lord Ashton est mort à Ashton Hall en 1930, à l'âge de 88 ans . Il laisse une succession d'une valeur de 9,5 millions de livres sterling .